# Gerhard Unger
Gerhard Unger (ur. 26 listopada 1916 w Bad Salzungen, zm. 4 lipca 2011 w Stuttgarcie) – niemiecki śpiewak operowy, tenor.

## Życiorys
Studiował w Eisenach oraz w Hochschule für Musik w Berlinie, zadebiutował jako śpiewak w 1947 roku w Eisenach. Od 1949 do 1961 roku był członkiem zespołu berlińskiej Staatsoper Unter den Linden. Wcielał się w role m.in. Tamina w Czarodziejskim flecie, Alfreda w Traviacie i Pinkertona w Madame Butterfly. W latach 1951–1952 występował na festiwalu w Bayreuth w roli Dawida w Śpiewakach norymberskich. W latach 1961–1982 był członkiem zespołu opery w Stuttgarcie, od 1962 do 1973 roku występował również w operze w Hamburgu. Gościnnie występował w Operze Wiedeńskiej, La Scali, Opéra de Paris i Metropolitan Opera. W 1962 roku na festiwalu w Salzburgu kreował rolę Pedrilla w Uprowadzeniu z seraju. Partia ta stała się później jego rolą popisową, kreował ją na scenie przeszło 300 razy.  W latach 70. zdobył sobie popularność jako odtwórca ról charakterystycznych, m.in. Kapitan w Wozzecku, Brighella w Ariadnie na Naksos, Śpiewak w Kawalerze srebrnej róży, Mime w Złocie Renu i Zygfrydzie. Wiele z tych partii utrwalił na nagraniach. Występował także w repertuarze barokowym.